# Бакуридзе, Дурсун Османович
Дурсун Османович Бакуридзе (1910 год, село Гонио, Батумская область, Российская империя — 2007 год, село Гонио, Хелвачаурский муниципалитет, Грузия) — колхозник колхоза села Гонио Батумского района, Аджарская АССР, Грузинская ССР. Герой Социалистического Труда (1966).

## Биография
Родился в 1910 году в селе Гонио Батумской области. Окончил местную начальную школу. Трудился в сельском хозяйстве. Во время коллективизации вступил в колхоз имени Андреева (позднее — колхоз села Гонио) Батумского района. С 1931 года выращивал саженцы лимона. В 1948 году получил в среднем с каждого дерева по 450 лимонов с 250 полновозрастных плодоносящих деревьев.
По итогам работы за годы Семилетки (1959—1965) занял передовые позиции в социалистическом соревновании среди цитрусоводов Аджарской АССР. В завершающем 1965 году Семилетки собрал 2700 килограмм мандаринов с 220 плодносящих взрослых деревьев. Указом Президиума Верховного Совета СССР от 2 апреля 1966 года удостоен звания Героя Социалистического Труда за «достигнутые успехи в развитии сельского хозяйства, промышленности и науки Грузинской ССР» с вручением ордена Ленина и золотой медали «Серп и Молот» (№ 10084).
Старший брат Героя Социалистического Труда Салиха Бакуридзе.
После выхода на пенсию проживал в родном селе Гонио (с 2013 года в составе Батуми). Скончался в 2007 году.